# Deez Nuts (Internet-Phänomen)
Deez Nuts ist der Name eines fiktiven Kandidaten für die Präsidentschaft der Vereinigten Staaten. In Umfragen, welcher Kandidat die besten Aussichten auf den Gewinn der Wahl habe, erhielt Deez Nuts in mehreren Bundesstaaten der USA, darunter in Iowa, Minnesota und North Carolina knapp neun Prozent der Stimmen. Es stellte sich heraus, dass Deez Nuts die besten Umfragewerte für einen parteilosen Präsidentschaftskandidaten seit Ross Perot im Jahr 1996 erreicht hatte.
Diese Resonanz sorgte dafür, dass der Kandidat nationale Aufmerksamkeit erregte. Wer sich hinter dem fiktiven Kandidaten verbarg, blieb anfangs unklar. Recherchen des Musikmagazins Rolling Stone führten zu dem 15-jährigen Brady Olson aus Wallingford im US-Bundesstaat Iowa. Olson, der den Namen des gleichnamigen Meme für seine Kandidatur ausgewählt hatte, sagte im Interview mit dem Musikmagazin, dass er antreten wolle, „um das bestehende Zwei-Parteien-System zu brechen“ und um seine „Frustration gegenüber Hillary Clinton, Donald Trump und Jeb Bush“ zum Ausdruck zu bringen. Laut Olson brachte sein jüngerer Bruder ihn auf die Idee, den Namen „Deez Nuts“ für seine Kandidatur zu wählen. Auf seiner Facebook-Präsenz gab Olson an, von der australischen Hardcore-Band des gleichen Namens unterstützt zu werden.
Neben der Huffington Post, CBS News, der New York Daily News, dem britischen Guardian berichtete auch die Washington Times, USA Today, die Newsweek und die International Business Times über die Kandidatur Olsons. Inzwischen vermeldeten auch deutschsprachige Medien, darunter 20 Minuten, Vice und N24, die Kandidatur von Deez Nuts.

## Meme
Das Internet-Phänomen „Deez Nuts“ geht auf ein 2015 vom Instagram-Benutzer WelvenDaGreat veröffentlichtes Video zurück, in dem er einem Freund am Telefon einen Witz erzählt. Im ersten Monat wurde dieses Video knapp 60.000-mal angesehen. Vier Tage nach dem Upload auf die Plattform Instagram veröffentlichte Javalicius eine ausgedehnte Version des Videos auf YouTube, das innerhalb der ersten drei Wochen nach dem Upload knapp eine halbe Million Mal angesehen wurde. Inzwischen existieren weitere Videos, in denen das Deez-Nuts-Meme Verwendung findet. Der Name des Memes geht auf den 1992 veröffentlichten Song Deeez Nuuutz von Dr. Dre aus dem Album The Chronic zurück, in dessen Intro Gastmusiker Warren G einen „Deez-Nuts“-Witz erzählt.

## Wahlprogramm
In Bezug auf die Wirtschaftspolitik vertritt Deez Nuts die Ansicht, dass der Kongress nicht mehr ausgeben dürfe, als man durch Steuern einnehme. Um die Staatsverschuldung abzubauen, plädiert er für eine Halbierung der Gehälter aller Politiker im Kongress, im Kabinett und auch des Einkommens des Präsidenten, bis der Staat weitestgehend schuldenfrei ist. Danach würden die Gehälter schrittweise wieder angehoben. Auch ist Nuts für eine Senkung der Unternehmenssteuer, damit Unternehmen Arbeitsstellen in den Vereinigten Staaten halten. Er hofft dadurch, dass der Staat in Zukunft unabhängiger von Importware wird. Im Bereich der Umweltpolitik sieht Nuts eine Senkung der Unternehmenssteuer für Firmen vor, die erneuerbare Energien und grüne Technologien verwenden, das heißt, dass er die Kommunen bei der Installation von Windkrafträdern, hydroelektrische Dämmen und Solaranlagen unterstützt. Zum Bereich nukleare Energie hat sich Nuts nicht geäußert. Deez Nuts ist für eine Abschiebepolitik für illegale Einwanderer, die bereits volljährig sind. Für minderjährige Einwanderer bzw. illegal eingewanderte Familien mit Kindern hat er noch keine Meinung preisgegeben. Er ist Befürworter der gleichgeschlechtlichen Ehe, für die Legalisierung von Abtreibung und ist der Meinung, dass jeder Mensch so leben sollte, wie er es möchte. Er sieht die Vereinigten Staaten nicht als christlich geprägten Staat.
Außerdem vertritt Nuts die Ansicht, dass Bewohner des Inselstaates Amerikanisch-Samoa automatisch die amerikanische Staatsbürgerschaft und somit auch einfaches Wahlrecht erhalten, während die Territorien Puerto Rico, die Amerikanischen Jungferninseln, Guam und die Nördlichen Marianen eine bzw. zwei Stimmen mehr erhalten, wodurch sich die Gesamtstimmzahl um zehn Stimmen auf insgesamt 548 Stimmen erhöht. Außerdem plädiert er, der Stadt Washington, D.C. und den fünf Territorien jeweils einen festen Sitz im Repräsentantenhaus zu geben.

## Nominierungen
Seit seiner Kandidatur, die am 29. Juli 2015 erfolgte, versucht Deez Nuts für verschiedene Parteien nominiert zu werden, darunter die Modern Whig Party und die Rent Is Too Damn High Party. Seine Wahlkampagnenseite listet zudem die American Populist Party, die Citizens Party, die Independence Party of America, die Justice Party, die Marijuana Party, die Moderate Party und die Reform Party als mögliche Parteien für eine Nominierung. Am 21. August 2015 bot Jimmy McMillan Nuts eine Nominierung für die Rent Is Too Damn High Party an. Gleichzeitig gab er seine Unterstützung für Deez Nuts bekannt.
In einer Umfrage auf seiner Facebook-Präsenz hatte Nuts gefragt, wen er für seine Kandidatur als Partner anfragen sollte. Die Wahl fiel auf Limberbutt McCubbins, eine Hauskatze, die ebenfalls als Scherzkandidat nominiert wurde. Die Betreiber von McCubbins' Facebook-Account antworteten auf seine Anfrage, dass dieser sich geehrt fühle, eine gemeinsame Kandidatur McCubbins/Nuts aber ablehne.

## Unterstützer
Deez Nuts wurde von Rapper Warren G, der Redaktion der Slant News, Greg Giannotti und Brian Jones von CBS Sports Radio, Schauspieler Anson Mount, NFL-Spieler Torrey Smith, Jimmy McMillan und von der gleichnamigen Hardcore-Band aus Australien unterstützt.

## Reaktion
Weil Präsidentschaftskandidaten das 35. Lebensjahr erreicht haben müssen, wird die Kandidatur von Deez Nuts nicht berücksichtigt werden. Allerdings erklärte der politische Aktivist und Gründer der Rent Is Too Damn High Party, Jimmy McMillan, dass die Aktion Olsons ein Ansporn für junge Menschen sein könnte, das Interesse, wählen zu gehen, zukünftig steigern könne.

„Deez Nuts has the power to inspire young people and turn this country around. Deez Nuts can get the young people excited! Deez Nuts would be great because the children need to get involved. They need to tell these other candidates, these old men who are taking the country down the hell hole, that something needs to change. The youths are hurting — they can’t get jobs, they can’t buy a home — and these old people are doing nothing for them. Deez Nuts has woke me up! If a 15-year-old can see what is wrong with this country, then why can’t a 51 year old?“